# Guyonne de Laval

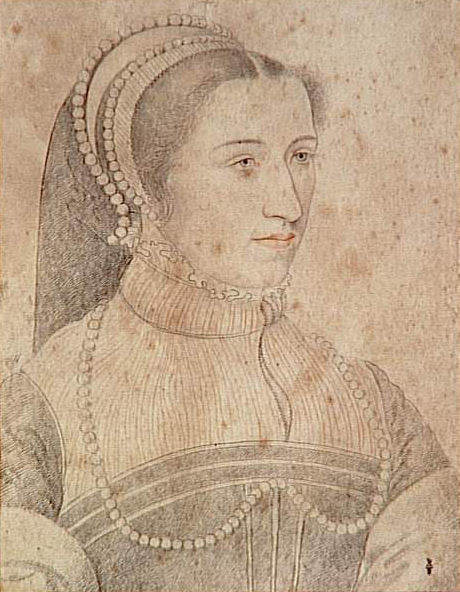
Guyonne de Laval, 1560

Guyonne de Laval, född Renée de Rieux 1524, död 13 december 1567, var en fransk hovfunktionär, magnat och vasall, och deltagare i de franska hugenottkrigen. 

## Biografi
Guyonne de Laval var dotter till Rene de Rieux och Catherine de Laval. Hon gifte sig 1540 med Louis I av Bourbon. 
Åren 1533–1543 var hon hovdam hos Frankrikes drottning Eleonora av Österrike: som fille d'honneur och som Dame d'honneur 1546–1547.
Guyonne de Laval ärvde år 1547 grevedömet Laval och titeln grevinna av Laval av sin morbror. Hennes make delade titeln med henne och rätten över grevedömet i egenskap av hennes make. Eftersom alla innehavare av titeln och domänen hetat Guy, antog maken namnet och Guy och hon namnet Guyonne.
Äktenskapet var olyckligt, och paret befann sig i ständig konflikt, levde separerade och upphävde varandras order angående Laval, vilket gjorde att domänen inte kunde styras. Maken spärrade in henne, och då hon år 1557 lyckats fly, utverkade han ett parlamentsbeslut som tvingade henne att återvända till äktenskapet. Då hon vägrade, utverkade maken en bannlysning av påven. Som svar konverterade hon till kalvinismen och sökte skydd hos svågern François d'Andelot.
Tillsammans med Louis de Condé, Admiral de Coligny och François d'Andelot, utpekas hon som initiativtagare till Surprise de Meaux 1567, ett protestantiskt försök att tillfångata kungafamiljen. Hon dömdes till döden och konfiskation av egendom, men på grund av påstådd sinnesförvirring utfördes inte domen, och hon fängslades därefter i sitt eget slott i Laval, där hon samma år avled.